# Eucheuma
Eucheuma és un gènere de macroalgues vermelles de la família solieriàcies utilitzades en la producció de carragenina, un producte important utilitzat per elaborar cosmètics, aliments, i amb aplicacions industrials, a més de ser una font d'alimentació a Indonèsia i les Filipines on es coneix amb el nom de gusô. Una de les espècies més rellevants en la producció de carragenina és Eucheuma denticulatum i espècies d'altres gèneres com ara Betaphycus gelatinae i Kappaphycus alvarezii.
Encara que són d'importància comercial, les espècies de Eucheuma són difícils d'identificar sense recórrer a exàmens científics, ja que espècies diferents poden tenir morfologies molt similars. Només el gènere Euchema agrupa unes 18 a 20 espècies, que abasten els grups Cottoniformia, Eucheuma, Gelatiformia i Anaxiferae.

## Distribució
L'Eucheuma es troba naturalment en el sector de 20 graus de latituds Nord i Sud al voltant de l'Equador a la regió de l'Indo-Pacífic regió des de l'est d'Àfrica fins Guam, amb una elevada concentració a la regió de sud-est asiàtic. Unes poques espècies es troben al voltant de l'illa Lord Howe i el sud-oest d'Austràlia.
Com cultiu important des d'un punt de vista econòmic, el cultiu de Eucheuma s'ha desplaçat des dels seus favetes originals cap a altres regions com ara Japó, Hawaii, i les nacions illenques de el Pacífic Sud.

## Hàbitat i biologia
Les espècies del gènere Eucheuma es troben en general per sota de la línia de baixamar fins a la zona superior de l'escull, creixent en zones amb sòls sorrencs o rocosos pròxims a esculls de coral, en què el moviment de l'aigua és lent o moderat.
El seu creixement és similar a el de les espècies de plantes terrestres; Eucheuma posseeix un extrem de creixement, o meristema apical, que també pot dividir-se per formar noves branques. També posseeixen un cicle vital de tres fases, consistent d'un gametòfit (haploide), carpo-esporòfit (diploide), i l'esporòfit (diploide). Tant el gametòfit com l'etapa de esporòfit més robusta són importants per al desenvolupament de la macroalga, les seves característiques permeten una regeneració vigorosa.

## Aspectes comercials
El cultiu comercial d'Eucheuma és una important font d'ingresos per a pobles de diverses nacions en desenvolupament, en les quals la producció de la macroalga de baix cost pot ser una font sostenible d'ingrés amb un cost ambiental reduït comparat amb altres activitats de aqüicultura. A causa que Eucheuma són de les espècies més comunes i de creixement més ràpid de macroalgues, els seus aspectes econòmics queden en evidència ja que és possible conrear i collir grans quantitats en períodes breus de temps, tenen la capacitat d'augmentar la seva massa corporal deu vegades en períodes de 45 a 60 dies en entorn tropicals càlids. Un cop collit, el producte és assecat, embalat i transportat perquè se li extregui la carragenina o ser usat com a aliment.
Els principals productors de l'alga Eucheuma són les Filipines (~ 92% de la producció total global; estadístiques any 2005 FAO) i la Xina (~ 7% de la producció total global), a més de Tanzània i Kiribati. Pot ser que aquestes dades no siguin exactes ja que països com Indonèsia i Malàisia, que són productors importants d'aquestes espècies, no informen correctament la seva producció a la FAO. La producció anual mitjana total de macroalgues seques, inclosos altres grups de plantes marines, va ser de gairebé 125.000 tones només a les Filipines, al període 2000-2004, per un valor d'uns 139 milions de dòlars.
La informació sobre característiques morfològiques, patró d'ADN, i característiques productives per a diferents temps de collita, són importants per gestionar el cultiu de Eucheuma, de manera que les espècies amb millors característiques s'utilitzin per formar planters. En l'actualitat la majoria dels planters són endèmics de les Filipines.
Una vegada que s'han aconseguit llavors de plantes salvatges, se les neteja per llevar-los la brutícia i altres contaminants, i se les transfereix a caixes de cultiu amb forats de ventilació a la part superior, tenint cura que no quedin exposades a vent o a el Sol.